# Кеннет Омеруо
Кеннет Омеруо (англ. Kenneth Omeruo, нар. 17 жовтня 1993, Кадуна) — нігерійський футболіст, захисник турецького клубу «Касимпаша» та національної збірної Нігерії.

## Клубна кар'єра
Народився 17 жовтня 1993 року в місті Кадуна. Випускник академії «Стандарда» (Льєж).
2012 року він перейшов в «Челсі» і тут же був відданий в оренду до кінця сезону 2012/13 в «АДО Ден Хааг». 19 квітня 2012 року в грі проти «Гронінгена» у другій половині першого тайму він забив свій перший гол за «АДО Ден Хааг». Всього до літа 2013 року встиг відіграти за команду з Гааги 36 матчів в національному чемпіонаті.
Влітку 2013 року, повернувшись у «Челсі», він знову не зіграв жодного матчу за першу команді і 7 січня 2014 року на правах оренди перейшов в «Мідлсбро» і наступні півтора року провів з цим клубом у Чемпіоншипі, зігравши 33 матчі. Після цього з літа 2015 року грав на правах оренди за турецькі клуби «Касимпаша» (двічі) та «Аланьяспор».
З 2018 виступає у складі «Леганеса» спочатку на правах оренди, а потім на умовах повноцінного контракту.

## Виступи за збірні
У збірну Нігерії до 17 років Кеннет був викликаний до чемпіонату світу серед юнацьких команд 2009 року. Він одразу ж став основним гравцем, дебютувавши 24 жовтня 2009 року в матчі проти однолітків з Німеччини. Цей матч закінчився з рахунком 3:3, а сам Омеруо забив свій єдиний гол. Кеннет зіграв усі сім ігор на турнірі, а його збірна дійшла до фіналу, обігравши збірну Іспанії з рахунком 3:1 у півфіналі. У фіналі збірна Нігерії зазнала поразки від Швейцарії з мінімальним рахунком 1:0.
Наступний виклик до збірної для Кеннета трапився 2011 року, вже в молодіжну на чемпіонат світу серед молодіжних команд 2011 року. На цьому молодіжному мундіалі Омеруо був гравцем основного складу та зіграв усі п'ять ігор, внаслідок чого його збірна дійшла до чвертьфіналу, програвши збірній Франції в додатковий час 2:3.
На початку 2013 року Омеруо був викликаний в національну збірну Нігерії в числі 23-х гравців на фінальні матчі Кубка африканських націй 2013. Його дебют за збірну відбувся 10 січня 2013 року в товариському матчі проти збірної Кабо-Верде, в якому Кеннет вийшов на заміну на 46-ій хвилині замість Ефе Емброуза. Його дебют на Кубку африканських націй відбувся 21 січня 2013 року в матчі групового етапу проти збірної Буркіна-Фасо, який закінчився внічию 1:1. На турнірі Омеруо зіграв у всіх матчах, включаючи півфінальний матч проти збірної Малі, в якому була нігерійці перемогли 4:1 і оформили вихід у фінал. 10 лютого 2013 року у фіналі збірна Нігерії знову зустрілася з Буркіна-Фасо, але цього разу була здобута перемога 1:0 завдяки голу Сандея Мба на 40-й хвилині. Кеннет провів на полі всі 90 хвилин матчу і став володарем Кубка африканських націй.
Пізніше того ж року він зіграв на Кубку конфедерацій 2013 року у Бразилії, провівши усі три гри, за результатами яких африканці не вийшли з групи.
Після цього Омеруо у складі збірної зіграв на двох поспіль чемпіонатах світу — 2014 року у Бразилії та 2018 року у Росії. Наразі провів у формі головної команди країни 62 матчі, забив 1 гол.

## Статистика виступів

### Статистика клубних виступів
| Сезон                   | Команда                 | Чемпіонат               | Чемпіонат | Чемпіонат | Національний кубок | Національний кубок | Національний кубок | Континентальні кубки | Континентальні кубки | Континентальні кубки | Інші змагання | Інші змагання | Інші змагання | Усього | Усього |
| Сезон                   | Команда                 | Ліга                    | Ігор      | Голів     | Ліга               | Ігор               | Голів              | Ліга                 | Ігор                 | Голів                | Ліга          | Ігор          | Голів         | Ігор   | Голів  |
| ----------------------- | ----------------------- | ----------------------- | --------- | --------- | ------------------ | ------------------ | ------------------ | -------------------- | -------------------- | -------------------- | ------------- | ------------- | ------------- | ------ | ------ |
| gen.-giu. 2012          | «АДО Ден Гаг»           | E                       | 9         | 2         | КН                 | -                  | -                  | -                    | -                    | -                    | -             | -             | -             | 9      | 2      |
| 2012–13                 | «АДО Ден Гаг»           | E                       | 27        | 0         | КН                 | 2                  | 0                  | -                    | -                    | -                    | -             | -             | -             | 29     | 0      |
| Усього за «АДО Ден Гаг» | Усього за «АДО Ден Гаг» | Усього за «АДО Ден Гаг» | 36        | 2         |                    | 2                  | 0                  |                      | -                    | -                    |               | -             | -             | 38     | 2      |
| 2013–14                 | «Челсі»                 | ПЛ                      | 0         | 0         | КА+КЛ              | 0                  | 0                  | ЛЧ                   | 0                    | 0                    | СУ            | 0             | 0             | 0      | 0      |
| 2013–14                 | «Мідлсбро»              | Ч (ІІ)                  | 14        | 0         | КА+КЛ              | -                  | -                  | -                    | -                    | -                    | -             | -             | -             | 14     | 0      |
| 2014–15                 | «Мідлсбро»              | Ч (ІІ)                  | 19        | 0         | КА+КЛ              | 2+1                | 0                  | -                    | -                    | -                    | -             | -             | -             | 22     | 0      |
| Усього за «Мідлсбро»    | Усього за «Мідлсбро»    | Усього за «Мідлсбро»    | 33        | 0         |                    | 3                  | 0                  |                      | -                    | -                    |               | -             | -             | 36     | 0      |
| 2015–16                 | «Касимпаша»             | СЛ                      | 25        | 0         | КТ                 | 1                  | 0                  | -                    | -                    | -                    | -             | -             | -             | 26     | 0      |
| 2016–17                 | Alanyaspor              | СЛ                      | 26        | 1         | КТ                 | 0                  | 0                  | -                    | -                    | -                    | -             | -             | -             | 26     | 1      |
| 2017–18                 | «Касимпаша»             | СЛ                      | 0         | 0         | КТ                 | 0                  | 0                  | -                    | -                    | -                    | -             | -             | -             | 0      | 0      |
| Усього за «Касимпашу»   | Усього за «Касимпашу»   | Усього за «Касимпашу»   | 25        | 0         |                    | 1                  | 0                  |                      | -                    | -                    |               | -             | -             | 26     | 0      |
| Усього за кар'єру       | Усього за кар'єру       | Усього за кар'єру       | 120       | 3         |                    | 6                  | 0                  |                      | 0                    | 0                    |               | 0             | 0             | 126    | 3      |

### Статистика виступів за збірну
| Дата       | Місто           | Господарі           | Результат | Гості                | Турнір                                      | Голи | Примітки |
| ---------- | --------------- | ------------------- | --------- | -------------------- | ------------------------------------------- | ---- | -------- |
| 9-1-2013   | Фару            | Кабо-Верде          | 0 – 0     | Нігерія              | товариський матч                            | -    | 46'      |
| 21-1-2013  | Нельспрюйт      | Нігерія             | 1 – 1     | Буркіна-Фасо         | Кубок африканських націй 2013 - 1-й етап    | -    |          |
| 25-1-2013  | Нельспрюйт      | Замбія              | 1 – 1     | Нігерія              | Кубок африканських націй 2013 - 1-й етап    | -    |          |
| 29-1-2013  | Рустенбург      | Ефіопія             | 0 – 2     | Нігерія              | Кубок африканських націй 2013 - 1-й етап    | -    |          |
| 3-2-2013   | Рустенбург      | Кот-д'Івуар         | 1 – 2     | Нігерія              | Кубок африканських націй 2013 - чвертьфінал | -    |          |
| 06-2-2013  | Дурбан          | Малі                | 1 – 4     | Нігерія              | Кубок африканських націй 2013 - півфінал    | -    |          |
| 10-2-2013  | Йоганнесбург    | Нігерія             | 1 – 0     | Буркіна-Фасо         | Кубок африканських націй 2013 - Фінал       | -    | 57'      |
| 23-3-2013  | Калабар         | Нігерія             | 1 – 1     | Кенія                | Відбір до ЧС 2014                           | -    |          |
| 31-5-2013  | Х'юстон         | Мексика             | 2 – 2     | Нігерія              | товариський матч                            | -    | 81'      |
| 5-6-2013   | Найробі         | Кенія               | 0 – 1     | Нігерія              | Відбір до ЧС 2014                           | -    |          |
| 12-6-2013  | Віндгук         | Намібія             | 1 – 1     | Нігерія              | Відбір до ЧС 2014                           | -    |          |
| 17-6-2013  | Белу-Оризонті   | Таїті               | 1 – 6     | Нігерія              | Кубок Конфедерацій                          | -    | 41' 74'  |
| 20-6-2013  | Салвадор        | Нігерія             | 1 – 2     | Уругвай              | Кубок Конфедерацій                          | -    |          |
| 23-6-2013  | Форталеза       | Нігерія             | 0 – 3     | Іспанія              | Кубок Конфедерацій                          | -    | 13'      |
| 16-11-2013 | Калабар         | Нігерія             | 2 – 0     | Ефіопія              | Відбір до ЧС 2014                           | -    | 45' 67'  |
| 5-3-2014   | Атланта         | Мексика             | 0 – 0     | Нігерія              | товариський матч                            | -    | 69'      |
| 3-6-2014   | Честер          | Греція              | 0 – 0     | Нігерія              | товариський матч                            | -    |          |
| 16-6-2014  | Куритиба        | Іран                | 0 – 0     | Нігерія              | ЧС 2014 - 1-й етап                          | -    |          |
| 21-6-2014  | Куяба           | Нігерія             | 1 – 0     | Боснія і Герцеговина | ЧС 2014 - 1-й етап                          | -    |          |
| 25-6-2014  | Порту-Алегрі    | Нігерія             | 2 – 3     | Аргентина            | ЧС 2014 - 1-й етап                          | -    | 49'      |
| 30-6-2014  | Бразиліа        | Франція             | 2 – 0     | Нігерія              | ЧС 2014 - 1/8 фіналу                        | -    |          |
| 6-9-2014   | Калабар         | Нігерія             | 2 – 3     | Республіка Конго     | Відбір до Кубка африканських націй 2015     | -    |          |
| 10-9-2014  | Кейптаун        | ПАР                 | 0 – 0     | Нігерія              | Відбір до Кубка африканських націй 2015     | -    |          |
| 11-10-2014 | Хартум          | Судан               | 1 – 0     | Нігерія              | Відбір до Кубка африканських націй 2015     | -    |          |
| 15-10-2014 | Абуджа          | Нігерія             | 3 – 1     | Судан                | Відбір до Кубка африканських націй 2015     | -    |          |
| 19-11-2014 | Уйо             | Нігерія             | 2 – 2     | ПАР                  | Відбір до Кубка африканських націй 2015     | -    | 75'      |
| 25-3-2015  | Уйо             | Нігерія             | 0 – 1     | Уганда               | товариський матч                            | -    |          |
| 29-3-2015  | Нельспрюйт      | ПАР                 | 1 – 1     | Нігерія              | товариський матч                            | -    | 13'      |
| 13-6-2015  | Кадуна          | Нігерія             | 2 – 0     | Чад                  | Відбір до Кубка африканських націй 2017     | -    | 70'      |
| 5-9-2015   | Дар-ес-Салам    | Танзанія            | 0 – 0     | Нігерія              | Відбір до Кубка африканських націй 2017     | -    |          |
| 31-05-2016 | Люксембург      | Люксембург          | 1 – 3     | Нігерія              | товариський матч                            | -    |          |
| 9-10-2016  | Ндола           | Замбія              | 1 – 2     | Нігерія              | Відбір до ЧС 2018                           | -    |          |
| 12-11-2016 | Уйо             | Нігерія             | 3 – 1     | Алжир                | Відбір до ЧС 2018                           | -    | 66'      |
| 23-3-2017  | Лондон          | Нігерія             | 1 – 1     | Сенегал              | товариський матч                            | -    |          |
| 14-11-2017 | Краснодар       | Аргентина           | 2 – 4     | Нігерія              | товариський матч                            | -    | 64'      |
| 23-3-2018  | Вроцлав         | Польща              | 0 – 1     | Нігерія              | товариський матч                            | -    | 74'      |
| 28-5-2018  | Порт-Гаркорт    | Нігерія             | 1 – 1     | ДР Конго             | товариський матч                            | -    | 66'      |
| 2-6-2018   | Лондон          | Англія              | 2 – 1     | Нігерія              | товариський матч                            | -    | 46'      |
| 22-6-2018  | Волгоград       | Нігерія             | 2 – 0     | Ісландія             | ЧС 2018 - груповий етап                     | -    |          |
| 26-6-2018  | Санкт-Петербург | Нігерія             | 1 – 2     | Аргентина            | ЧС 2018 - груповий етап                     | -    | 90'      |
| 8-9-2018   | Рош-Кайман      | Сейшельські Острови | 0 – 3     | Нігерія              | Відбір до Кубка африканських націй 2019     | -    | 45'      |
| 17-11-2018 | Йоганнесбург    | ПАР                 | 1 – 1     | Нігерія              | Відбір до Кубка африканських націй 2019     | -    |          |
| 22-3-2019  | Асаба           | Нігерія             | 3 – 1     | Сейшельські Острови  | Відбір до Кубка африканських націй 2019     | -    |          |
| Усього     |                 | Матчів              | 43        |                      | Голів                                       | 0    |          |

## Титули і досягнення
- Володар Кубка африканських націй (1):

 Нігерія: 2013
- Бронзовий призер Кубка африканських націй: 2019